# Edgerton (Minnesota)
Edgerton ist eine Kleinstadt (mit dem Status „City“) im Pipestone County im US-amerikanischen Bundesstaat Minnesota. Das U.S. Census Bureau hat bei der Volkszählung 2020 eine Einwohnerzahl von 1.258 ermittelt.

## Geografie
Edgerton liegt im Südwesten Minnesotas auf der Coteau des Prairies genannten Hochebene, die bis nach Iowa im Süden und South Dakota im Westen reicht. Die Stadt liegt am Ostufer des Rock River, einem Nebenfluss des in den Missouri mündenden Big Sioux River. Die geografischen Koordinaten von Edgerton sind 43°52′31″ nördlicher Breite und 96°07′56″ westlicher Länge. Das Stadtgebiet erstreckt sich über eine Fläche von 3 km².
Benachbarte Orte von Edgerton sind Woodstock (17,1 km nördlich), Chandler (18,7 km nordöstlich), Leota (13,4 km südöstlich), Kenneth (17,5 km südsüdöstlich), Hardwick (16,4 km südwestlich), Trosky (12,1 km westlich) und Hatfield (16,2 km nordwestlich).
Die nächstgelegenen größeren Städte sind Minneapolis (337 km ostnordöstlich), Minnesotas Hauptstadt Saint Paul (351 km in der gleichen Richtung), Rochester (341 km östlich), Iowas Hauptstadt Des Moines (455 km südöstlich), Omaha in Nebraska (337 km südlich), Sioux Falls in South Dakota (79,8 km südwestlich) und Fargo in North Dakota (372 km nördlich).

## Verkehr
Durch Edgerton führen keine überregionalen Fernstraßen. Alle Straßen sind untergeordnete Landstraßen, teils unbefestigte Fahrwege oder innerörtliche Verbindungsstraßen.
Mit dem Pipestone Municipal Airport befindet sich 24,3 km nordwestlich ein kleiner Flugplatz. Die nächsten größeren Flughäfen sind das Eppley Airfield nahe Omaha (330 km südlich) und der Minneapolis-Saint Paul International Airport (332 km ostnordöstlich).

## Geschichte
Die Gegend um die heutige Stadt Edgarton liegt auf Quarzit. In dieses Mineral sind Vorkommen von Catlinit eingebettet, das von den Prärie-Indianern für die Herstellung der Köpfe ihrer Friedenspfeifen abgebaut wurde und teilweise auch heute noch wird.
Im Jahr 1876 steckten Alonzo Kingburry, A. A. Dodge und M. M. Gunsolus auf dem heutigen Stadtgebiet erstmals Land für die Besiedlung durch Weiße ab und siedelten sich 1877 dort an. Die Southern Minnesota Railroad erreichte Edgarton im Jahr 1879. Dadurch nahm die Bevölkerung des neu entstehenden Ortes kontinuierlich zu.

## Demografische Daten
Nach der Volkszählung im Jahr 2010 lebten in Edgerton 1189 Menschen in 491 Haushalten. Die Bevölkerungsdichte betrug 396,3 Einwohner pro Quadratkilometer. In den 491 Haushalten lebten statistisch je 2,3 Personen.
Ethnisch betrachtet setzte sich die Bevölkerung zusammen aus 95,3 Prozent Weißen, 0,3 Prozent Afroamerikanern, 0,8 Prozent Asiaten sowie 2,1 Prozent aus anderen ethnischen Gruppen; 1,5 Prozent stammten von zwei oder mehr Ethnien ab. Unabhängig von der ethnischen Zugehörigkeit waren 3,6 Prozent der Bevölkerung spanischer oder lateinamerikanischer Abstammung.
23,5 Prozent der Bevölkerung waren unter 18 Jahre alt, 46,6 Prozent waren zwischen 18 und 64 und 29,9 Prozent waren 65 Jahre oder älter. 53,1 Prozent der Bevölkerung war weiblich.
Das mittlere jährliche Einkommen eines Haushalts lag bei 41.406 USD. Das Pro-Kopf-Einkommen betrug 20.333 USD. 5,1 Prozent der Einwohner lebten unterhalb der Armutsgrenze.